# Неотрайбалізм
Неотрайбалізм (новий трайбалізм) — соціологічна концепція в основному авторства Мішеля Маффесолі (також іноді приписувана Зиґмунту Бауману та Здзіславу
Краснодембському), яка прогнозує поступове поширення та зростання впливовості «нових племен», а саме децентралізованих та пов'язаних в основному цифровими медіа спільнот людей, для яких ідентичність учасників цих спільнот може мати перевагу над національною, класовою, локальною чи навіть сімейною солідарністю. Разом з гендерними, расовими, чи іншими об'єднаними за критерієм дискримінації спільнотами, що виявили себе як активні участини політичної боротьби у сучасних ліберальних демократіях, «нові племена» можуть як очікується захоплювати все більшу політичну суб'єктність у «цифровому світі».
Прикладами неотрайбалістичних спільнот можуть бути об'єднання футбольних вболівальників, інтернет-субкультури (прихильники аніме, вікіпедисти, групи гравців багатокористувацьких рольових платформ), спільноти фанатів продуктів массової культури (телесеріалів, кінофраншиз, літературних фентезійних циклів), специфічні релігійні секти (деякі неоязичники, віртуальні культи), тощо.

## Історія питання
Поняття тріби (від лат лат. tribe — частина, англ. tribe — плем'я) активно застосовувалось на зарі етнографії, будучи на початку ХХ століття заміненим на поняття «етнос», тим не менш, вже на кінці цього самого століття поняття знову повернуто у науковий вжиток, на цей раз для позначення спільнот людей які можуть не мати спільних генетичних, географічних чи будь-яких інших фізичних (кінетичних) взаємодій у реальному світі, які при цьому тим не менш пов'язані спільною емпатією, усвідомленою (чи не усвідомленою) спільністю інтересів, груповою естетикою і навіть існуванням внутрішньогрупової, неуніверсальної щодо не-членів спільноти системи етичних норм (т.з. «Готтентотська мораль»).
За теорією Маффесолі, сучасна людина як продукт модерну перебуває у стані «стадної самотності», який не є природним для людини як соціо-біологічної істоти. Тим не менш, наявне капіталістичне суспільство (в особі національної держави, чи б пак нації як уявної спільноти) послідовно атомізує людину, позбавляючи її як домодерної (родинної, кланової, релігійної, географічної локальної), так і економічної (класової, цехової) й расової та іншої заснованої на дискримінації солідарності.
Реакцією на це є поява нових, віртуальних спільнот людей, які демонструючи групову динаміку тим не менш можуть навіть не бути знайомими особисто (що не виключає створення географічно локалізованих неотріб із особистими контактами, і навіть таких що перетворюють певні райони мегаполісів у «міста в містах» ).
Серед переваг «нових племен» дослідники називають адаптивність, гнучкість, відсутність стабільного членства у групах, можливість одночасної участі одного індивіда у декількох «нових племенах», здатність учасників груп до взаємної емпатії, допомоги, взаємопожерстви. Серед мінусів називають неуніверсальність морально-етичних кодексів неотрайбалістичних груп (подвійні стандарти), схильність учасників неотрайбілістичних об'єднань до фанатизму, їх умовна сумісність з модерними світоглядами політичних еліт національних держав та їх інтелігенцій, небезпечний потенціал екстремізму, тероризму, проявів масового насильства, як у вигляді онлайн-буллінгу відступників групи, так і з переростанням у деплатформінг (в тому числі офлайновий), «культуру відміни» (групові доноси), побутовий террор (сталкінг) проти «ворожих» щодо групи осіб.
Прикладом зростання впливості неотріб є політика загравання з фанськими спільнотами, що практикується глобальними медіа-корпораціями виробниками розважального контенту (фансервіс).